# Bolec
Bolec, właśc. Grzegorz Borek (ur. 20 lipca 1971 w Krakowie, zm. 27 lutego 2009 tamże) – polski raper i aktor. Jeden z pionierów polskiego hip-hopu.

## Życiorys
Urodził się i wychował w Krakowie.

### Kariera muzyczna
Karierę muzyczną rozpoczął od grania na perkusji w zespole Homo Twist. Następnie jako wokalista wystąpił gościnnie na płytach zespołu Dynamind.
W marcu 1997 roku wydał, nakładem wytwórni Pomaton EMI, solową płytę Żeby było miło, przy produkcji której pomagał mu Bogusław Pezda z grupy Agressiva 69 oraz Piotr „Blackie” Jakubowicz z Dynamind. Autorem skreczy był DJ Krime. Płyta po początkowo pozytywnych recenzjach, znalazła się w ogniu krytyki (m.in. DJ Volta), Bolcowi zarzucono plagiat składanki LA Riots.
W 1997 roku wystąpił również gościnnie na płycie zespołu Bandog.
W 2002 roku wystąpił gościnnie na płycie Skankan, a potem dwukrotnie, w 2004 oraz w 2008 roku, na albumach grupy hip-hopowej Tewu. W 2009 roku można go było usłyszeć na płycie rapowej grupy Sponta – „Przekrój” w gościnnym udziale w utworze „Nie ma rymu bez ognia”. Jest to ostatni nagrany przez niego utwór. Po śmierci muzyka jego najbardziej znany utwór „Żeby było miło” został wykorzystany w filmie U Pana Boga za miedzą (2009).
Parę dni po śmierci w sieci pojawił się bootleg stworzony przez fanów pod tytułem „Archiwum Regenerata (R.I.P.)”. Na składance umieszczono utwory, które pojawiły się na ścieżkach dźwiękowych do filmów, utwory niepublikowane, oraz te w których raper udzielił się gościnnie. Bootleg krążył po serwisach również pod innymi nazwami. W 2013 roku w limitowanym nakładzie ukazał się nowy album rapera pod tytułem „Regenerat”. Album promowały utwory udostępnione w internecie „Za Przyjaciół”, „Mistrzowie Ulicy”, „Byłaś Dla Mnie Dobra Też”, „Moja Kochana” oraz „Nocna Nieświadomka”.

### Kariera filmowa
Zadebiutował w filmie Poniedziałek Witolda Adamka z 1998, gdzie wcielił się w rolę Mańka, blokersa ściągającego nieudolnie długi wraz ze swoim kompanem Dawidem (Paweł Kukiz). Film zyskał popularność, a Bolec otrzymał nagrodę Jantar ’99 za najlepszą rolę męską podczas KSF Młodzi i Film w Koszalinie. Ponownie w rolę Mańka wcielił się w 2001 roku w kontynuacji Poniedziałku – filmie Wtorek, w którym znów zagrał u boku Pawła Kukiza, jak też Jerzego Pilcha. Utwory Bolca znalazły się na ścieżkach dźwiękowych do obu tych filmów. Zagrał też w filmie Chaos, z którego pochodzi piosenka „Czerwone firanki”. Wystąpił również w Sezon na leszcza czy U Pana Boga za miedzą.
Kilkakrotnie był gościem różnych programów telewizyjnych, między innymi w 2005 roku talk-show Kuba Wojewódzki.

### Śmierć
27 lutego 2009 prawdopodobnie popełnił samobójstwo. Został pochowany na cmentarzu parafialnym Borek Fałęcki w Krakowie przy ul. Zawiłej.

## Dyskografia
Albumy studyjne
| Tytuł          | Dane dot. albumu                                 | Sprzedaż        |
| -------------- | ------------------------------------------------ | --------------- |
| Żeby było miło | - Data: 1997 - Wydawca: EMI Music Poland         | - POL: 10 tys.+ |
| Regenerat      | - Data: 20 lipca 2013 - Wydawca: Wyrwani Recordz |                 |

Single
| „Olej całą resztę”           | 1997 | 42 | Żeby było miło |
| „Żeby było miło”             | 1997 | 49 | Żeby było miło |
| „–” singel nie był notowany. |      |    |                |

Inne
| Album                                               | Rok  | Utwór | Źródło |
| --------------------------------------------------- | ---- | --- | ------ |
| Dynamind – We Can’t Skate                           | 1995 | „Buc” (gościnnie: Bolec) | [ 12 ] |
| Dynamind – Mix Your Style                           | 1997 | „Chcemy być” (gościnnie: Bolec)                                                                                                 | [ 13 ] |
| Bandog – Gangska                                    | 1997 | „Tak zostanie” (gościnnie: Bolec) „Old school respect” (gościnnie: Bolec)                                                       | [ 14 ] |
| Piosenki i muzyka z filmu Spona (ścieżka dźwiękowa) | 1998 | Mika Urbaniak, Bolec – „Dobre wibracje”                                                                                         | [ 15 ] |
| Poniedziałek (ścieżka dźwiękowa)                    | 1998 | Bolec – „Poniedziałek nie lubi mnie” (gościnnie: Radoskór, P.S.F) Bolec – „Żeby było miło” Bolec – „Bujam się” Bolec – „Szopka” | [ 16 ] |
| Corozone – Hardware (EP)                            | 2002 | „997/cHWDP” (gościnnie: Bolec)                                                                                                  | [ 17 ] |
| Tewu – Wyrwani ze snu                               | 2004 | „Wyrwani ze snu” (gościnnie: Bolec)                                                                                             | [ 18 ] |
| Tewu – Ślad po sobie                                | 2008 | „Agresja 2” (gościnnie: Fu, Bolec)                                                                                              | [ 19 ] |
| Sponta – Przekrój                                   | 2009 | „Nie ma rymu bez ognia” (gościnnie: Bolec)                                                                                      | [ 20 ] |

Teledyski
| Tytuł              | Rok  | Album          | Źródło |
| ------------------ | ---- | -------------- | ------ |
| „Żeby było miło”   | 1997 | Żeby było miło | [ 21 ] |
| „Olej całą resztę” | 1997 | Żeby było miło | [ 22 ] |

## Filmografia
- 1998 – Poniedziałek jako Maniek
- 2000 – Sezon na leszcza jako „Wózek”, złodziej samochodów
- 2001 – Wtorek jako Maniek
- 2002 – Miss mokrego podkoszulka jako ochroniarz w sex shopie
- 2005 – Anioł Stróż (odc. 12) jako Patryk
- 2006 – Chaos jako Paweł „Blondas”
- 2007 – Sex FM jako Jan Maria Zbylak
- 2008 – Pitbull (odc. 19, 21, 22, 23, 24, 25, 26) jako Jakub Janecki „Kubuś”, fikcyjny „mąż” Dżemmy
- 2009 – U Pana Boga za miedzą jako Sierota, człowiek „Gruzina”
- 2009 – U Pana Boga w ogródku jako Sierota, człowiek „Gruzina” (odc. 12)

### Teatr Telewizji
- 1998 – Ukryty śmiech (reż. Witold Adamek) jako Draycott[23]
- 2000 – 10 pięter (reż. Cezary Harasimowicz) jako Pudło[24]
- 2001 – Odszkodowanie (reż. Władysław Kowalski) jako Karakan[25]

## Wyróżnienia
- Nominacja do nagrody Fryderyk 1997 w kategorii Album roku (za płytę Żeby było miło)
- Nominacje do nagrody dla najlepszego aktora–naturszczyka w ramach festiwalu Jana Himilsbacha w Mińsku Mazowieckim (2008).